# Eelam National Democratic Liberation Front
Le Eelam National Democratic Liberation Front, tamoul : ஈழ தேசிய ஜனநாய விடுதலை முன்னணி, régulièrement abrégé ENDLF, est un ancien groupe militant tamoul du Sri Lanka. Il a été fondé en 1987 par la fusion d'autres groupes dissidents (EPRLF, PLOTE, TELO). 
Il était un des groupes pro-gouvernement paramilitaires de la guerre civile du Sri Lanka. En août 2011, le parti a été dissous.

## Fondation
Gnanapiragasam Gnanasekaran (alias Paranthan Rajan), un des principaux membres de la PLOTE, a formé le groupe militant Trois Étoiles. En 1987, les Trois Étoiles a fusionné avec un groupe dissident du PLOTE dirigé par Jotheeswaran (alias Kannan) et un groupe dissident du EPRLF dirigé par Douglas Devananda pour former le  Front National Démocratique de Libération de l'Eelam. 
Ce groupe a été créé avec le soutien des services secrets indiens, le Research and Analysis Wing.

### Politique
L'ENDLF a été très active au cours de l'intervention indienne dans la guerre civile du Sri Lanka, entre 1987 et 1990. Il a pris part aux élections de la Province Nord-Est de 1988 et aux élections parlementaire de 1989. Lorsque les forces indiennes se sont retirés en 1990, le ENDLF s'est enfui en Inde. 
Par la suite, le ENDLF reste en sommeil jusqu'en 2004, au moment de la défection du Commandant Karuna des LTTE. Karuna a rejoint le ENDLF et en devient le Président. 
Le ENDLF a alors recommencé à prendre une position très anti-tigres.